# Цур-Милен, Христиан Фердинанд
Христиан Фердинанд фон Цур-Милен (Цурмилен) (нем. Christian Ferdinand von zur Mühlen, 1788—1837) — российский полковник, писатель по сельскому хозяйству.
Родился 27 ноября 1788 года в Ревеле. С 1807 года он поселился в Дерпте, где занимался изучением военных наук.
В 1812 году в рядах русской армии принимал участие в Отечественной войне и последующих в 1813—1814 годах Заграничных походах и был награждён орденом св. Владимира 4-й степени и королевским прусским орденом «Pour le Mérite».
В 1816 году в чине подполковника Генерального штаба он вышел в отставку и поселился в отцовском имении Пирсаль. Умер Цур-Милен в Оппенгофе 3 февраля 1837 года.
Цурмилен известен следующими своими сочинениями на сельскохозяйственную тематику:
- Einige Landwirthschaftliche Erfahrungen // «Lievl. Jahrb. der Landwirtschaft», 1826, I, с. 389—466
- Auszug aus einem Briefe (über Düngung) // «Оekonom. Beil. z. Ostsee-Provinzen Blatt», 1825, № 1.